# 岩井克人
岩井 克人（いわい かつひと、1947年〈昭和22年〉2月13日 - ）は、日本の経済学者（経済理論・法理論・日本経済論）。学位はPh.D.（マサチューセッツ工科大学・1972年）。国際基督教大学特別招聘教授、東京大学名誉教授、公益財団法人東京財団名誉研究員、日本学士院会員。
カリフォルニア大学バークレー校研究員、イェール大学経済学部助教授、コウルズ財団上席研究員、東京大学経済学部教授、東京大学大学院経済学研究科教授、東京大学大学院経済学研究科長、東京大学経済学部長、財団法人東京財団上席研究員、日本学術会議経済学委員会委員長、武蔵野大学特任教授を歴任した。
東大経済学部卒。マサチューセッツ工科大で経済学の博士号取得。理論経済学を研究し、成果を英文でまとめた『不均衡動学(Disequilibrium Dynamics)』(1981年)を刊行(日本語版は1987年刊『不均衡動学の理論』)、国内外で高く評価された。
文明批評や現代思想など幅広い分野で活躍し、ポスト産業資本主義にあるべき会社の姿を考察した『会社はこれからどうなるのか』(2003年)は、広く話題になった。

## 概要
東京都渋谷区出身の経済学者である。カリフォルニア大学バークレー校研究員、イェール大学経済学部助教授、コウルズ財団上席研究員、東京大学経済学部教授、東京大学大学院経済学研究科教授などを歴任した。一般的な異時点間効用関数を用いた経済成長モデルの最適経路についての研究で知られており、ミクロ経済学的基礎に基づくマクロ的不均衡動学理論を体系化した。さらに、進化論的なシュンペーター動学理論とサーチ理論的基礎に基づく貨幣論や、株式会社が二階建て所有構造から構成されるとする会社論を提唱した。信任関係の統一理論を信任論として定式化した。また、東京大学大学院経済学研究科長、東京大学経済学部長、日本学術会議経済学委員会委員長といった要職も務めた。2015年の第1094回日本学士院総会において、新たな会員に選定された。

## 来歴

### 生い立ち
東京都渋谷区出身。1965年、東京教育大学附属高等学校を卒業した。東京大学に進学すると経済学部にて学び、宇澤弘文から指導を受けた。1969年6月、東京大学を卒業した。アメリカ合衆国に渡り、マサチューセッツ工科大学の大学院にて経済学を学び、ポール・サミュエルソンやロバート・ソローから指導を受けた。1972年6月、マサチューセッツ工科大学よりPh.D.の学位を取得した。 

### 研究者として
1972年9月から1973年5月にかけて、カリフォルニア大学バークレー校にて経済学部の研究員を務めた。1973年6月、イェール大学に転じ、経済学部の助教授に就任した。1979年8月にイェール大学の助教授を退任し、翌月より1981年5月にかけてコウルズ財団の上席研究員を務めた。1981年6月、母校である東京大学に転じ、経済学部の助教授に就任した。そのかたわら、1988年9月から1989年6月にかけて、プリンストン大学のウッドロウ・ウィルソン公共政策大学院の客員准教授とペンシルベニア大学の経済学部の客員教授を兼任した。1989年4月、東京大学の経済学部にて教授に昇任した。2001年10月には、東京大学の大学院経済学研究科の研究科長と経済学部の学部長に就任し、2003年9月まで務めた。2005年10月から2011年9月まで日本学術会議にて第一部の会員を務め、2006年10月からは経済学委員会の委員長も務めた。そのかたわら、1997年4月から10月にかけてシエナ大学の経済政治学部の客員研究員を、2004年4月からは武蔵野大学の客員教授を、2006年4月からは東京財団の上席研究員を、それぞれ兼任した。2010年3月、東京大学の教授を退任した。翌月より武蔵野大学の特任教授に就任し、2012年3月まで務めた。そのかたわら、2010年4月より国際基督教大学の客員教授を兼任した。2013年4月、東京財団より名誉研究員の称号を受けた。2015年の第1094回日本学士院総会において、新たな会員に選定された。

## 研究
当初オーソドックスな新古典派経済学の研究で評価されたが、不均衡動学に関する研究において新古典派批判に転じる（後に『不均衡動学の理論』として岩波書店より出版された）。同書により、日経・経済図書文化賞特賞を受賞した。「ヴェニスの商人の資本論」で日本では知られるようになる。1993年「貨幣論」でサントリー学芸賞、2003年「会社はこれからどうなるのか」で小林秀雄賞受賞。「M&A国富論」でM&Aフォーラム賞。

## 人物
- 「東大48年三羽烏」の一人（あとの二人は石川経夫（元東大教授）と奥野正寛（東大教授）で、3人は東京教育大学附属高等学校の同期生）[11]。
- 1991年、湾岸戦争への自衛隊派遣に抗議し、柄谷行人、中上健次、津島佑子、田中康夫らとともに『湾岸戦争に反対する文学者声明』を発表した。
- 吉本隆明は、岩井はアメリカ時代はそこそこいい仕事をしていたと評価しつつも、日本帰国後の著書『貨幣論』を「今さら、こんなものを書いてどうするの」「今頃になって、この程度のことを書いて学問だと称しているんですからね」「自分の見識の限りを尽くして、一か八かのことを言ってみろ。失敗して、糾弾されるかもしれないけど、そんなことは覚悟の上で言ってみろと言ってやりたいが、彼ら（岩井、浅田彰、佐和隆光、宇沢弘文）はそんな度胸も見識もない」と評している[12]。

## 家族・親族
妻・水村美苗は作家で、著名な作品に『續明暗』『日本語が亡びるとき』などがある。

## 年譜
- 1947年 - 東京都渋谷区に生まれる
- 1965年 - 東京教育大学附属高等学校（現・筑波大学附属高等学校）卒業
- 1969年 - 東京大学経済学部卒業
- 1969年9月 - マサチューセッツ工科大学大学院入学
- 1972年 - マサチューセッツ工科大学経済学博士(Ph.D.)取得、カリフォルニア大学バークレー校研究員
- 1973年 - イェール大学経済学部助教授 （チャリング・クープマンス教授に招かれる）
- 1979年 - コウルズ財団上席研究員
- 1981年 - 東京大学経済学部助教授
- 1989年 - 同教授
- 2001年10月～2003年9月 - 東京大学経済学部長
- 2007年4月 - 紫綬褒章受章[14]
- 2009年4月 - ベオグラード大学名誉博士号
- 2010年 - 東大定年退職、名誉教授、国際基督教大学客員教授
- 2015年12月 - 日本学士院会員選定[15]
- 2016年11月 - 文化功労者選出[16]
- 2023年11月 - 文化勲章受章[17]

## 著書
- Disequilibrium Dynamics -- A Theoretical Analysis of Inflation and Unemployment、Yale University Press、1981年
- 『不均衡動学の理論』岩波書店、1987年(上記著書の日本語版。ただし煩雑な数式などは削除されている。)

- 『ヴェニスの商人の資本論』筑摩書房、1985年、ちくま学芸文庫、1992年
- 『貨幣論』筑摩書房、1993年、ちくま学芸文庫、1998年
- 『資本主義を語る』講談社、1994年、ちくま学芸文庫、1997年
- 『二十一世紀の資本主義論』筑摩書房、2000年、ちくま学芸文庫、2006年
- 『会社はこれからどうなるのか』平凡社、2003年、平凡社ライブラリー、2009年
- 『会社はだれのものか』平凡社、2005年
- 『ＩＦＲＳに異議あり』日本経済新聞出版社、2011年
- 『経済学の宇宙』日本経済新聞出版社、2015年、日経ビジネス人文庫、2021年
- 『資本主義の中で生きるということ』筑摩書房、2024年

## 共編著
- 『現代経済学研究 新しい地平を求めて』 鬼塚雄丞共編 東京大学出版会 1988.7
- 『終りなき世界　90年代の論理』 柄谷行人対談 太田出版、1990年
- 『現代の経済理論』 伊藤元重共編 東京大学出版会、1994年
- 『資本主義から市民主義へ　貨幣論・資本主義論・法人論・信任論・市民社会論・人間論』（聞き手三浦雅士）新書館、2006年
- 『M＆A国富論　「良い会社買収」とはどういうことか』 佐藤孝弘共著 プレジデント社 2008年
- 『金融危機とマクロ経済: 資産市場の変動と金融政策・規制』 翁百合、瀬古美喜共編 東京大学出版会 2011年
- 『大澤真幸THINKING「O」第10号記念号』 大澤真幸共著 左右社 2011年
- 『経済学は何をすべきか』  大橋弘、矢野誠、鶴光太郎、小林慶一郎、中神康議共著 日本経済新聞出版社 2014年
- 『会社は社会を変えられる 社会問題と事業を〈統合〉するCSR戦略』 小宮山宏共著・編 プレジデント社 2014年

## 主要論文
- “Persons, Things and Corporations: the Corporate Personality Controversy and Comparative Corporate Governance (PDF) ”, Journal of Economic Behavior and Organization, 5(2), June 1984, pp. 159-190.
- ““Schumpeterian Dynamics, Part II: Technological Progress, Firm Growth and ‘Economic Selection’ (PDF) ”, Journal of Economic Behavior and Organization, 5(3), Aug.-Dec. 1984, pp. 321-351.
- “The Bootstrap Theory of Money -- A Search-Theoretic Foundation of Monetary Economics (PDF) ”, Structural Change and Economic Dynamics, 7(4) Dec. 1996, pp. 451-477; “Corrigendum,” 9(2) 1998, p. 269.
- “Schumpeterian Dynamics: An Evolutionary Model of Innovation and Imitation (PDF) ,” American Journal of Comparative Law, 47 (4), Fall 1999, pp. 583-632.